# Kidrella santana
Kidrella santana är en insektsart som först beskrevs av Beamer 1936.  Kidrella santana ingår i släktet Kidrella och familjen dvärgstritar.
Artens utbredningsområde är Arizona. Inga underarter finns listade i Catalogue of Life.